# 藤原成隆
藤原 成隆（ふじわら の なりたか）は、平安時代末期の貴族。藤原北家、左京大夫・藤原家隆の長男。官位は従四位上・少納言、皇后宮権亮。

## 経歴
仁平3年（1153年）に従四位上に叙せられる。左大臣・藤原頼長とは父方・母方の双方で従兄弟同士の間柄であり、その関係から頼長の家司、近習として活動。保元元年（1156年）の保元の乱に当たっては、頼長と共に崇徳上皇方に参加する。
敗戦後、上皇の命を受け、頼長を護衛し騎馬に同乗して敗走するが、頼長は源重貞の放った矢に当たり重傷を負う。介護の甲斐なく頼長が死亡すると、成隆は数日間仁和寺に潜伏した末、出家した上で官軍に投降。審議の末に阿波国への流罪に処せられた。『尊卑分脈』の記述によれば、その後帰京し没したという。

## 系譜
- 父：藤原家隆（?-1125）
- 母：藤原盛実の娘
- 妻：不詳
  - 男子：藤原隆親
  - 男子：藤原孝定